# Ituero y Lama
Ituero y Lama és un municipi de la província de Segòvia, a la comunitat autònoma de Castella i Lleó.

## Demografia
| 1991 | 1996 | 2001 | 2004 | 2007 | 2018 |
| ---- | ---- | ---- | ---- | ---- | ---- |
| 62   | 74   | 77   | 105  | 157  | 365  |